# Laco Novomeský
Ladislav Novomeský, detto Laco (Budapest, 27 dicembre 1904 – Praga, 4 settembre 1976), è stato un poeta, saggista e giornalista slovacco.
Scrisse anche sotto gli pseudonimi: A. Krištof, Andrej Ogrod, Pavel Havran, Brkoslav, Gama, Gamma, N.Gorod, Pavel Hronec, Vacek, Xenon.

## Biografia
Nacque dalla famiglia del sarto Samuel Novomeský e di sua moglie Irma nata Príkopová. I genitori si trasferirono da Senica a Budapest, ove Ladislav nacque e iniziò a frequentare le scuole. Nel 1919 si ritrasferirono nella città di origine della famiglia e Ladislav proseguì gli studi a Senica, poi all'istituto magistrale di Modra, ove nel 1923 conseguì la maturità.
Incominciò a lavorare come insegnante e si iscrisse come studente esterno alla facoltà filosofica dell'Università Comenio di Bratislava, dove si appassionò all'attività letteraria e politica. Nel 1925 si iscrisse al Partito Comunista di Cecoslovacchia, lasciò lo studio e l'insegnamento,  e si stabilì a Ostrava, ove divenne redattore del giornale comunista Pravda. Fino al 1924 il giornale si era chiamato  Pravda chudoby ("La verità della povertà") ed era pubblicata a Vrútky, in seguito la redazione si era trasferita a Ostrava sotto la direzione  di Klement Gottwald. Con l'arrivo di Novomeský nel 1925 il giornale divenne l'organo ufficiale del Partito Comunista di Cecoslovacchia in Slovacchia.
Dal 1929 lavorò alla redazione di Rudé právo a Praga. Inoltre collaborava ad altri giornali di orientamento comunista sia cechi sia slovacchi. Durante la Guerra civile spagnola fu autore di reportage da Valencia, da Barcellona e da Madrid.
Quando a Gottwald fu data la qualifica di "rivoluzionario professionista", che compariva anche nelle sue biografie ufficiali, a Novomeský, nonostante il fatto che anche lui avesse vissuto gli ultimi 21 anni come rivoluzionario, fu affibbiato nell'ambiente praghese il cliché di "comunista da caffetteria".

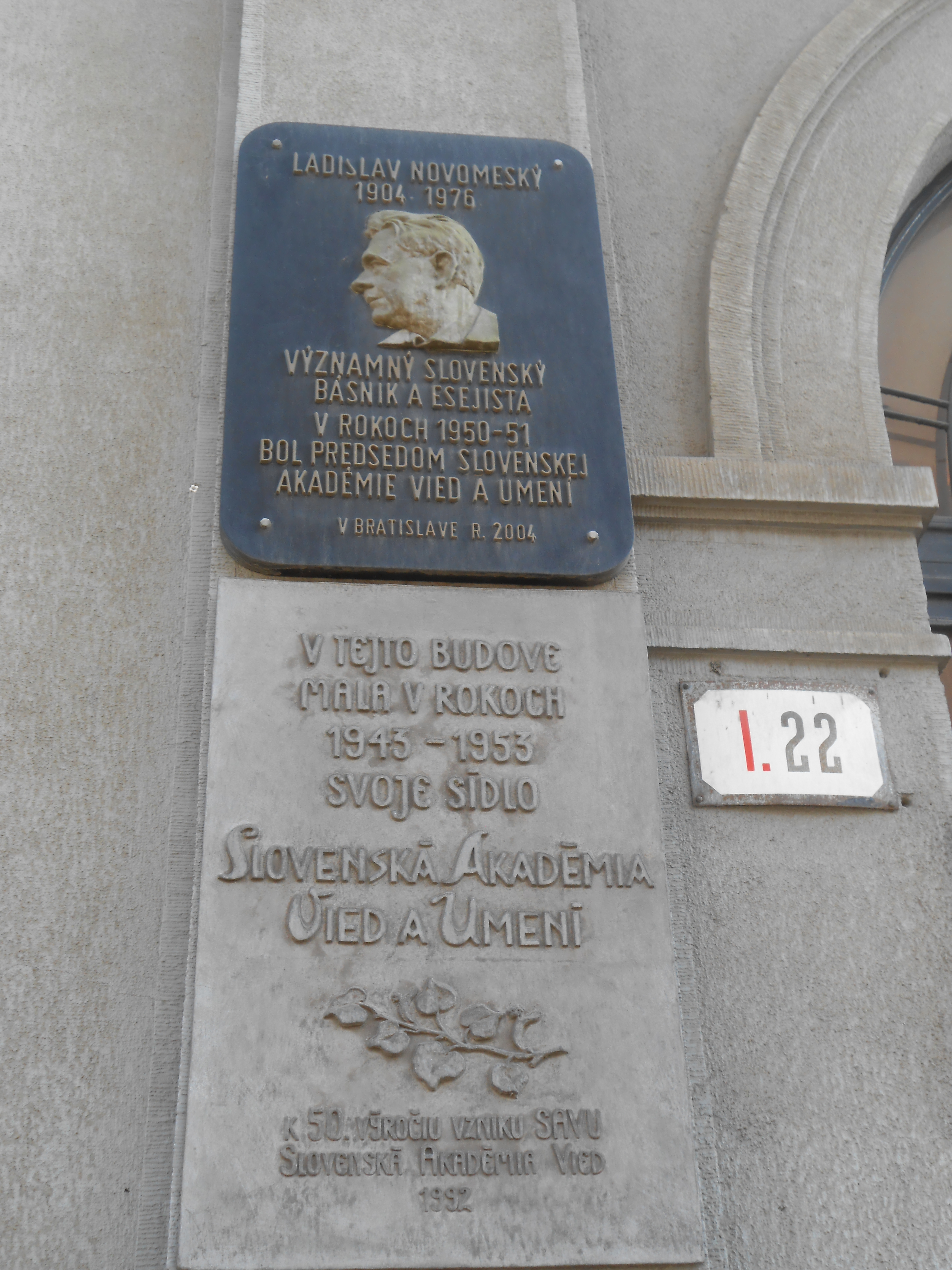
Lapide dell'Accademia slovacca delle scienze e delle arti, che era attiva dal 1943 al 1953 nei locali dell'odierna Università Comenio di Bratislava; Ladislav Novomeský lavorò in quest'edificio tra il 1950 e il 1951

A Praga si affiliò al gruppo slovacco di avanguardia di sinistra dei Davisti, che si riunivano nella redazione del giornale DAV, uscito dal 1924 al 1937. Nel 1939 si trasferì a Bratislava, dove nonostante fosse vietato proseguì l'attivismo comunista. Nell'agosto del 1943 con l'amico più giovane Gustáv Husák divenne membro della Quinta direzione centrale illegale del Partito Comunista Slovacco, guidata da Karol Šmidke. Fu uno dei primi organizzatori dell'Insurrezione nazionale slovacca. Fu cofondatore e vicepresidente del Consiglio nazionale slovacco di Banská Bystrica (1944). Dopo la guerra fu membro del comitato centrale del Partito Comunista di Cecoslovacchia, responsabile del dipartimento per la scuola e l'istruzione (1945 – 1950).
Nella crisi del Partito comunista slovacco del 1950 fu accusato del cosiddetto "nazionalismo borghese" e fu incarcerato nel 1951. Nel 1954 fu condannato a 10 anni di reclusione in un processo farsa. "Ammise" gli addebiti, perché secondo le sue stesse parole, non sopportava la finzione. In questo periodo non gli fu permesso di pubblicare nulla. In carcere scrisse 4000 poesie su cartine per sigarette, ma ne fumò la maggior parte. Il 22 dicembre 1955 fu rilasciato sotto condizione. Da allora e fino al 1962 lavorò al Museo letterario nazionale (Památník národního písemnictví) di Praga.
Nel 1963 fu pienamente riabilitato. Si trasferì a Bratislava, dove lavorò al Dipartimento di letteratura slovacca dell'Accademia slovacca delle scienze. Dopo l'invasione della Cecoslovacchia dal Patto di Varsavia il 21 agosto 1968 ritornò a essere membro del Comitato Centrale del Partito Comunista slovacco e nello stesso anno divenne presidente della Matica slovenská. Nel 1970 si dimise dal Comitato Centrale e in breve tempo si ammalò gravemente. Nel luglio dello stesso anno un ictus lo escluse totalmente dalla vita pubblica. Le opinioni divergono sul fatto che sia stato almeno inizialmente fautore della normalizzazione culturale e politica sulla scia di Husák oppure se non abbia mai fatto parte dei politici "normalizzatori".
Fu sposato con Karla Marešová, da cui ebbe la figlia Elena.

## Attività
Pubblicò le prime poesie sui giornali, fra cui Vatra, Svojeť, Nový rod. Nella sua attività fin dagli esordi si allineò alla letteratura proletaria.  Con le sue opere ha influenzato lo sviluppo della poesia in Slovacchia tra le guerre mondiali e nel secondo dopoguerra. Negli anni 1930 e 1940 arricchì la sua opera poetica con elementi di poeticismo e simbolismo. Oltre alla sua poesia, si occupava anche della traduzione dalla letteratura russa (Boris Pasternak) e di giornalismo.

## Riconoscimenti
- 1964: titolo di "artista nazionale"
- 1964: eroe della Repubblica cecoslovacca
- 1964 e 1974: laureato al Premio di Stato K. Gottwald
- 1968: medaglia d'oro dell'Alta scuola d'arte musicale
- 1968: Ordine di Klement Gottwald
- 1968: Premio cecoslovacco per la pace e premio di Stato
- 1968: Premio giornalistico Ľudovít Štúr
- 1969: Premio nazionale per la letteratura
- 1969: titolo di Eroe della Repubblica Socialista Cecoslovacca
- 1969: Ordine di Lenin
- 1973: Ordine della Repubblica
- 1974: Premio di stato per la letteratura

## Opere

### Poesia
- 1927 – Nedeľa ("Domenica"), raccolta di poesie
- 1932 – Romboid ("Romboide"), raccolta di poesie, esprime tristezza per le contraddizioni sociali del mondo
- 1939 – Svätý za dedinou ("Il santo dietro il villaggio"), raccolta di poesie
- 1935 – Otvorené okná ("Finestre aperte"), raccolta di poesie
- 1949 – Pašovanou ceruzkou ("Con una matita di contrabbando"), raccolta di poesie
- 1963 – Vila Tereza ("Villa Teresa"), poema
- 1963 – Do mesta 30 minút ("La città è a 30 minuti"), poema
- 1964 – Stamodtiaľ a iné, raccolta di poesie
- 1964 – Nezbadaný svet ("Mondo invisibile")
- 1966 – Dom, kde žijem ("La casa dove vivo"), ciclo di poesie liriche

### Pubblicistica e saggi
- 1933 – Marx a slovenský národ ("Marx e il popolo slovacco")
- 1949 – Výchova socialistického pokolenia ("Educazione della generazione socialista")
- 1969 – Znejúce ozveny ("Echi confusi")
- 1969 – Čestná povinnosť ("Dovere onorevole")
- 1970 – Manifesty a protesty ("Manifesti e proteste")
- 1970 – Slávnosť istoty ("Celebrazione della certezza")
- 1972 – Zväzky a záväzky ("Volumi e impegni")
- 1971 – O Hviezdoslavovi ("Su Hviezdoslav")
- 1971 – O literatúre ("Sulla letteratura")
- 1974 – Nový duch novej školy ("Il nuovo spirito della nuova scuola")

### Traduzioni
- 1969 – Prebásnenie veršov v diele Borisa Pasternaka Doktor Živago ("Versi poetici nel Dottor Živago di Boris Pasternak")